# Свій — чужий (психологія)
Дихотомія «Свій-Чужий» — це одна із базових концепцій у сприйнятті реальності, що вписується в людинознавчі студії як внутрішня структура, яка моделює уявлення про світ. Ця концепція є універсальною категорією, властивою людському суспільству на кожному етапі його історичного розвитку, адже існує як «постійний принцип культури в основі етнічної самосвідомості, формує колективне, масове, народне сприйняття».
Таке ментальне утворення, що відмежує «себе»/«своє» від «не свого», «іншого», «чужого», є операцією, спрямованою на самоідентифікацію та самооцінку. Вона притаманна не лише людській спільноті, але й кожній людині зокрема.

## Історія
Уявлення про «своє», «інше» та «чуже» починають своє формування ще в архаїчній свідомості. Вже в давнину свідомість людини створила структуру внутрішньої установи навколишнього світу, яка базувалась на особливостях помічати протилежності й постійну конфліктність дійсностей.
Розгляд образу «чужого» починається із первісного суспільства, у якому чужий не завжди був ворогом. Письменник Л. Копелев у праці «(…)Образ „іншого“ в культурі„ обґрунтовує це такими словами: “…першими соціальними законами (…) були заборони (…) на вступ до шлюбу кровних родичів. Дружин і чоловіків добували з чужого роду. Значить, не кожен образ чужого був „образом ворога“». А до кінця середньовіччя фундаментальна протилежність цих центральних образів мала форму стійкого протиставлення — соціального, культурного (елліни й варвари) та релігійного (християни і язичники).
Далі настає новий час, який приносить зміни в розумінні «своїх» та «чужих». У цей час з'являються великі географічні відкриття, у людей починає змінюватися уявлення про світ, створюються передумови для нового розуміння не лише «чужого», але й себе. У XVII ст. з'являється думка, що всі люди належать до спільного роду «людства». Національна ідея, що виникає паралельно до ідеї «людства», відділяючи одну від одної групи людей, зовсім не передбачала (принаймні спочатку) приниження одних іншими. Навпаки, вона передбачала різноманіття всередині єдності.
Проте в ХІХ ст. у національній ідеї (що стала потужною інтеграційною силою) відбулись зміни. Вічні соціальні страхи почали породжувати образ ворога, національна ідея почала створювати агресивну ксенофобію. Тут варто згадати сумні сторінки історії, коли расові теорії ставали основою тоталітарних режимів.
Дослідниця Олена Кривицька у своїй статті «Дихотомія „свій“/ „чужий“ у контексті теорії кордонів та порубіжжя» зазначає: "Суспільно-політична криза прискорила процес негативної мобілізації у соціокультурному просторі, сформувала в ньому конфігурацію «свої»/«чужі»/«інші». За умов надто швидкої зміни ціннісних матриць суспільства актуалізується (…) ментальний простір з переплетенням маркерів «свій»/«чужий»"
Сьогодні на опозицію «Свій-Чужий» дивляться[хто?] більш зі сторони становлення індивіда. Тобто задля того, щоб зрозуміти власний внутрішній світ потрібно пізнавати «Чужого», адже своє «Я» можна сповна усвідомити тільки в протиставленні.

## Взаємозв'язок між «Своїм» та «Чужим»
Дослідниця Тетяна Семашко пише: «Бінарна опозиція „свій“ — „чужий“ є неподільною структурою, між членами якої існує нерозривний зв'язок і взаємна залежність, оскільки людська свідомість, принаймні на сучасному етапі, не може оперувати лише одним із цих двох понять». Неможливо зрозуміти, що є своїм, без чіткого визначення чужого. Людина підсвідомо дивиться на «чужого» й зіставляє його із собою, помічаючи всі відмінності, усі розбіжності в культурі, побуті тощо. Водночас «чужий» виступає так званим регулятором того, що організовує наші поведінку та досвід. Як зазначає культуролог Арон Гуревич: "…"своя" культура будується в об'єднанні двох можливостей — (…) відмежування себе від іншої культури (…) й (…) розкривання себе іншій культурі — можливості відділення й можливості взаємодії…". Тобто «своя» культура знаходить свою своєрідність лише в процесі усвідомлення чужої культури та взаємодії з нею.
Кожна людина, кожне суспільство, етнічна спільнота будує своє світосприйняття на основі зіставлення «свого» та «чужого». Людський внутрішній світ орієнтується на концепцію «Свій-Чужий».
Межі між «своїм» та «чужим» дуже мінливі. Його динамічність зумовлена природою людського «Я», що уможливлює перехід з одного статусу в інший. Характеристики «чужого» можуть мати й люди зі «своєї» спільноти. Ті, хто наділені особливими здібностями та знаннями, ті, хто змінюють свої статуси чи стани в соціумі, або ті, хто виконують певні ритуальні ролі, також вважаються за «чужих».[джерело?]
До «чужих» ще відносили людей із фізичними недоліками. Відчуження – це дія, пов’язана із вилученням когось за межі «свого» простору.[джерело?]
Ще важливо підмітити, що повне знищення «чужого» є нереальним. Зникнення «чужого» може привести й до руйнації свого «Я».[джерело?]
Саме тому діалог між «своїм» та «іншим»/«чужим» є дуже важливим. Існування нашого «Я» підтримується цим діалогом.[джерело?]